# Robin HR-100
Le Robin HR-100 est un avion léger de la société Centre-Est Aéronautique devenue Avions Pierre Robin.

## Description
Le HR100 est un monoplan aile basse avec une queue classique et un train d'atterrissage tricycle fixe. Un certain nombre de différentes variantes ont été produites dans les années 1970. De 1972, une version améliorée de grande puissance a été produite comme HR100 / 285 avec un 285 ch (213 kW) du moteur Continental Tiara 6-285B et train d'atterrissage rétractable et des modifications de la cellule.

## Versions
HR-1
HR-100 200
HR-100 200A
HR-100 200B
HR-100 210F Safari
HR-100 320 Tiara
HR-100 285 Tiara
HR-100 235TR
HR-100 250TR Président
HR-100 320 4+2

## Utilisateurs
Le Centre d'essais en vol a mis en œuvre nombre de ROBIN HR-100/250TR, principalement pour de l'entrainement "corps technique", mais aussi de la liaison, à partir des trois bases d'essais principales (Bretigny, Cazaux et Istres) mais aussi des annexes de melun, Bordeaux et Toulouse/Blagnac. À sa fermeture en 1998, l'annexe de Melun mettait en œuvre pas loin d'une dizaine d'appareils (notamment les 503, 526, 527, 528, 530, 557, 558 et 559 ). 
La photo qui illustre le présent article est le HR100 n°525 qui a fait les beaux jours de l'annexe de Toulouse du CEV, avant d'être cédé aux Ailes Anciennes Toulouse en 2009